# Progresszivizmus
A progresszivizmus politikai ideológiájának célkitűzése a társadalom javítása és fejlesztése, a történelmi haladás elősegítése politikai lépéseken keresztül. Politikai mozgalomként a tudományban, technológiában és gazdaságban történő fejlődés által támogatott reformokon keresztül próbálja javítani az emberi létet. A pártfogói szerint a progresszivizmus egy világszerte működőképes ideológia és céljuk, hogy azt minél több helyre elterjesszék. A progresszivizmus a felvilágosodás idejében jelent meg először, abból a hitből, hogy az európaiak élete az új tudományos tudás miatt fejlődött.
Napjainkban gyakran társítják a szociálliberalizmushoz, ami a liberalizmus egy baloldal felé hajló változata, a jobboldal felé hajló neoliberalizmussal ellentétben. A 21. században egy politikailag progresszív mozgalom „olyan társadalmi vagy politikai mozgalom, aminek célja, hogy a mindennapi emberek érdekeit képviselje, politikai lépéseken keresztül.”

## Típusok

### Kulturális progresszivizmus
A progresszivizmus általános értelmében társadalmi és kulturális progresszivizmust jelent. A kulturális progresszívek gazdaságelmélete lehet centrista, konzervatív vagy politikailag libertarian. Erre példa a progresszív Cseh Kalózpárt, akik gazdaságilag centristának, míg társadalmilag liberálisnak nevezik magukat.

### Gazdasági progresszivizmus
A gazdasági progresszivizmus kifejezést főleg arra használják, hogy elkülönítsék társadalmi ágazataitól. Az ilyen progresszívek nézetei főként a társadalmi igazságosság elméletén alapul és próbálják az emberi létet javítani politikai lépésekkel, szabályozásokkal és a közjavak fenntartásával.
Vannak gazdasági progresszívek, akik kulturálisan jobboldali nézeteket osztanak. Ezek kapcsolhatók a konzervatív kommunitarista mozgalmakhoz, mint a kereszténydemokrácia.

## Pártok
| - Argentína: Frente de Todos (frakció) - Ausztrália: Zöld Párt, Indok Párt, Ausztrál Munkáspárt (frakció) - Brazília: Munkáspárt, Brazil Szocialista Párt (frakció), Demokrata Munkáspárt, Szocializmus és Szabadság Párt - Chile: Társadalmi Összetartás, Chile Liberális Pártja - Csehország: Cseh Kalózpárt - Dél-Korea: Igazság Párt, Progresszív Párt, Mirae Párt - Egyesült Államok: Demokrata Párt (frakció), Zöld Párt - Egyesült Királyság: Zöld Párt, Munkáspárt (frakció), Skót Nemzeti Párt, Plaid Cymru, Szociáldemokrata és Munkáspárt - Franciaország: Baloldali Radikális Párt, Új Egyezmény - Fülöp-szigetek: Akbayan - Görögország: Sziriza - Hollandia: 66-os Demokraták - India: Bahujan Samaj Párt, Trinamool Kongresszus - Japán: Szociáldemokrata Párt, Japán Kommunista Párt, Reiva Sinszengumi - Kanada: Kanadai Liberális Párt (frakció), Új Demokrata Párt | - Kolumbia: Humane Colombia - Koszovó: Vetëvendosje - Lengyelország: Lengyel Kezdeményezés, Te Mozgalmad - Magyarország: Demokratikus Koalíció, Párbeszéd Magyarországért - Olaszország: Lehetséges, Zöld Európa - Oroszország: Jabloko - Pakisztán: Pakisztáni Néppárt - Portugália: Szocialista Párt, Baloldali Blokk, Emberek-Állatok-Természet - Románia: Mentsétek meg Romániát Szövetség, Demokrácia és Szolidaritás Párt, Volt Románia, PRO Romania - Spanyolország: Unidas Podemos, Spanyol Szocialista Munkáspárt, Más Madrid - Szerbia: Szélsőbaloldal Pártja - Szlovákia Progresszív Szlovákia - Tajvan: Demokrata Progresszív Párt, Új-hatalom Párt - Thaiföld: Előre Párt, Thai Liberális Párt - Törökország: Emberek Demokrata Pártja |